# Aspila anartoides
Aspila anartoides là một loài bướm đêm trong họ Noctuidae.